# Acidúria malônica e metilmalônica combinada
A acidúria combinada malônica e metilmalônica (CMAMMA), também chamada de acidemia malônica e metilmalônica combinada, é uma doença metabólica hereditária caracterizada por níveis elevados de ácido malônico e ácido metilmalônico. No entanto, os níveis de ácido metilmalónico excedem os de ácido malónico. A CMAMMA não é apenas uma acidúria orgânica, mas também um defeito da síntese mitocondrial de ácidos gordos (mtFASII). Alguns pesquisadores colocaram a hipótese de que o CMAMMA pode ser uma das formas mais comuns de acidemia metilmalônica e possivelmente um dos erros congénitos mais comuns do metabolismo. Devido ao facto de ser diagnosticado com pouca frequência, na maioria das vezes não é detectado.

## Sintomas e sinais
Os fenótipos clínicos do CMAMMA são altamente heterogéneos e variam de sintomas assintomáticos, ligeiros a graves. A fisiopatologia subjacente ainda não foi compreendida. Os seguintes sintomas são relatados na literatura:
- acidose metabólica[2][7][8]
- coma[4][3]
- hipoglicemia[4][2][3]
- convulsões[4][2][7][8]
- doença gastrointestinal[7][8]
- atraso no desenvolvimento[4][7][8]
- atraso de fala[1][4][6]
- incapacidade de prosperar[4]
- doença psiquiátrica[4]
- problemas de memória[4]
- declínio cognitivo[4]
- encefalopatia[6]
- cardiomiopatia[2][7][8]
- características dismórficas[7][8]

Quando os primeiros sintomas aparecem na infância, são mais susceptíveis de serem perturbações metabólicas intermédias, enquanto que nos adultos são geralmente sintomas neurológicos.

## Causas
A CMAMMA é uma doença metabólica congénita, autossómica recessiva, que resulta numa deficiência da enzima mitocondrial Acyl-CoA synthetase family member 3 (ACSF3). O gene ACSF3 está localizado no cromossoma 16, no locus q24.3, é constituído por 11 exões e codifica uma proteína de 576 aminoácidos. A CMAMMA pode ser causada por variantes mutacionais homozigóticas ou heterozigóticas compostas no gene ACSF3. Com base na frequência alélica minor (MAF), pode prever-se uma prevalência de ~ 1: 30 000 para a CMAMMA.

## Fisiopatologia
A ACSF3 codifica uma acil-CoA sintetase, que está localizada na mitocôndria e tem uma elevada especificidade para o ácido malónico e o ácido metilmalónico. É responsável como malonil-CoA sintetase pela conversão do ácido malónico em malonil-CoA e como metilmalonil-CoA sintetase pela conversão do ácido metilmalónico em metilmalonil-CoA.

Visão geral esquemática da fisiopatologia do CMAMMA

### Defeito da síntese mitocondrial de ácidos gordos (mtFASII)
A ACSF3, na sua função de malonil-CoA sintetase, catalisa a conversão do ácido malónico em malonil-CoA, que é o primeiro passo da via da síntese mitocondrial de ácidos gordos (mtFASII). A mtFASII - que não deve ser confundida com a mais conhecida síntese de ácidos gordos (FASI) no citoplasma - desempenha um papel importante na regulação do metabolismo energético e nos processos de sinalização mediados por lípidos.
A deficiência de ACSF3 na CMAMMA leva a uma acumulação de ácido malónico e a uma deficiência mitocondrial de malonil-CoA. Enquanto o ácido malónico inibe competitivamente o complexo II e tem um efeito citotóxico, a deficiência do substrato malonil-CoA leva, por sua vez, a uma redução da malonilação das proteínas mitocondriais, o que afecta a atividade das enzimas metabólicas e altera o metabolismo celular. No entanto, a procura de malonil-CoA pode ainda ser satisfeita em parte através da enzima mtACC1, uma isoforma mitocondrial da acetil-CoA carboxilase (ACC1), o que explica o fenótipo clínico alargado da CMAMMA. As deficiências de intermediários podem ser continuadas para o principal produto do mtFASII, o octanoil-ACP, que é necessário como substrato inicial para a biossíntese do ácido lipóico, para a assembléia dos complexos de fosforilação oxidativa e como substrato endógeno para a β-oxidação. Complexos multienzimáticos mitocondriais importantes, como os do metabolismo energético, o complexo piruvato desidrogenase (PDHC), o complexo α-cetoglutarato desidrogenase (α-KGDHC) e do metabolismo dos aminoácidos, o complexo da alfa-cetoácido desidrogenase de cadeia ramificada (BCKDHC), o complexo da oxoadipato desidrogenase (OADHC) e o sistema de clivagem da glicina (GCS), dependem do ácido lipóico como cofator covalente para a sua funcionalidade. Consequentemente, a lipoilação reduzida do complexo piruvato desidrogenase e do complexo α-cetoglutarato desidrogenase conduz a um fluxo glicolítico reduzido, medido em glicólise e capacidade glicolítica. Para compensar provavelmente a procura de energia da célula, foi detectada uma regulação positiva da β-oxidação de ácidos gordos e uma concentração reduzida de aminoácidos que se alimentam anapleroticamente no ciclo de Krebs, como o aspartato, a glutamina, a isoleucina, a treonina e a leucina. Em resumo, a redução da respiração mitocondrial e do fluxo glicolítico resulta numa flexibilidade mitocondrial prejudicada, com uma grande dependência da β-oxidação de ácidos gordos e um aumento do consumo de aminoácidos anapleróticos.
No entanto, apesar da sua elevada necessidade de energia, as células neurais não são capazes de utilizar eficazmente os ácidos gordos para a produção de energia, com exceção das células gliais e dos neurónios especializados do hipotálamo. No entanto, existe uma estreita interação metabólica entre as células gliais, sob a forma de astrócitos, e os neurónios para manter a funcionalidade celular. Especula-se, portanto, que o CMAMMA também leva a uma regulação positiva da β-oxidação nas células cerebrais, resultando num risco acrescido de hipoxia e stress oxidativo, que pode contribuir para sintomas neurológicos a longo prazo.
Além disso, também se verificam alterações maciças nos lípidos do complexo celular, tais como o aumento dos níveis de lípidos bioactivos como as esfingomielinas e as cardiolipinas, bem como os triacilgliceróis, que são adicionalmente acompanhados por uma alteração do comprimento da cadeia de ácidos gordos e pela presença de espécies de cadeia ímpar. Em contrapartida, as fosfatidilcolinas, os fosfatidilgliceróis e as ceramidas estão reduzidos, sendo estes últimos proporcionais ao aumento das esfingomielinas. Além disso, verifica-se uma incorporação significativamente menor de malonato nos lípidos, o que indica que o ACSF3 é necessário para o metabolismo do malonato.

### Defeito de degradação do ácido metilmalónico (acidúria metilmalónica)

Papel do ACSF3 no metabolismo do ácido metilmalónico

A ACSF3, na sua função de metilmalonil-CoA sintetase, catalisa a conversão do ácido metilmalónico em metilmalonil-CoA para que este possa ser degradado através do ciclo de Krebs.
A deficiência de ACSF3 na CMAMMA leva, portanto, a uma degradação reduzida e, consequentemente, a uma acumulação aumentada de ácido metilmalónico nos líquidos e tecidos corporais, o que também é conhecido como acidúria metilmalónica. O metilmalonil-CoA é formado a partir dos aminoácidos essenciais valina, treonina, metionina e isoleucina, dos ácidos gordos de cadeia ímpar, do ácido propanoico e da cadeia lateral do colesterol e pode ser convertido em ácido metilmalónico pela D-metilmalonil-CoA hidrolase, mesmo antes de chegar ao ciclo de Krebs através do lado do succinil-CoA. 
A fermentação bacteriana no intestino é uma fonte quantitativamente significativa de ácido propanoico, que é um precursor do ácido metilmalónico. Paralelamente, o ácido propanoico é também absorvido através da dieta, uma vez que está naturalmente presente em certos alimentos ou é adicionado como conservante pela indústria alimentar, especialmente em produtos de pastelaria e produtos lácteos. Além disso, o ácido metilmalónico é formado durante o catabolismo da timina.
No entanto, as esterases intracelulares também são capazes de clivar o grupo metilo do ácido metilmalónico e gerar a molécula-mãe, o ácido malónico.
In vitro, foi possível estabelecer uma ligação entre o ácido metilmalónico livre e o ácido malónico e a neurotoxicidade.

## Diagnóstico
Devido a uma vasta gama de sintomas clínicos e, em grande parte, ao deslizamento através de programas de rastreio de recém-nascidos, pensa-se que o CMAMMA é uma condição subreconhecida.

### Programas de rastreio de recém-nascidos
Como o CMAMMA devido ao ACSF3 não resulta na acumulação de metilmalonil-CoA, malonil-CoA, ou propionil-CoA, nem são observadas anomalias no perfil de acilcarnitina, o CMAMMA não é detectado por programas de rastreio padrão de recém-nascidos baseados em sangue.
Um caso especial é o da província do Quebec, que, para além da análise ao sangue, também analisa a urina no 21.º dia após o nascimento com Quebec Neonatal Blood and Urine Screening Program, embora seja provável que nem todas as pessoas com CMAMMA sejam detectadas.

### Exames laboratoriais de rotina e bioquímicos
Calculando a relação ácido malónico/ácido metilmalónico no plasma, um CMAMMA pode ser claramente distinguido de uma acidemia metilmalónica clássica. Isto é verdade para ambos, respondedores de vitamina B12 e não-respondedores na acidemia metilmalónica. O uso de valores de ácido malónico e valores de ácido metilmalónico da urina não é adequado para o cálculo desta razão.
No CMAMMA devido ao ACSF3, o nível de ácido metilamónico excede o do ácido malónico. Em contraste, o inverso é verdadeiro para o CMAMMA devido à deficiência de Malonil-CoA.

### Testes de genética molecular
O diagnóstico final é confirmado por testes de genética molecular se forem encontradas variantes de mutação patogénica bialélicas no gene ACSF3. Existem painéis multigénicos específicos para as acidemias metilmalónicas, mas os genes específicos testados podem variar de laboratório para laboratório e podem ser personalizados pelo médico de acordo com o fenótipo individual.
O rastreio alargado de portadores (ECS) no decurso do tratamento de fertilidade também pode identificar portadores de mutações no gene ACSF3.

## Investigação
Em 1984, o CMAMMA devido à deficiência de malonil-CoA descarboxilase foi descrito pela primeira vez num estudo científico. Seguiram-se outros estudos sobre esta forma de CMAMMA até 1994, quando foi descoberta outra forma de CMAMMA com atividade normal de malonil-CoA descarboxilase. Em 2011, a investigação genética através da sequenciação do exoma identificou o gene ACSF3 como causa de CMAMMA com malonil-CoA descarboxilase normal. Com um estudo publicado em 2016, o cálculo do rácio ácido metilmalónico/ácido malónico no plasma apresentou uma nova possibilidade para o diagnóstico rápido e metabólico de CMAMMA.
O Quebec Neonatal Blood and Urine Screening Program torna a província do Quebeque interessante para a investigação do CMAMMA, uma vez que representa a única coorte de doentes no mundo sem viés de seleção. Entre 1975 e 2010, estima-se que 2 695 000 recém-nascidos tenham sido rastreados, com 3 detecções de CMAMMA. No entanto, com base nesta taxa de deteção inferior à taxa prevista pelas frequências heterozigóticas, é provável que nem todos os recém-nascidos com este fenótipo bioquímico tenham sido detectados pelo programa de rastreio. Um estudo de 2019 identificou então 25 doentes com CMAMMA na província do Quebec. Todos, exceto um, chegaram ao conhecimento clínico através do Programa Provincial de Rastreio Neonatal de Urina, 20 deles diretamente e 4 após o diagnóstico de um irmão mais velho.

## Série fenotípica
As seguintes doenças também apresentam níveis bioquimicamente elevados de ácido malónico e ácido metilmalónico:
- acidúria malónica[23]
- perturbação do desenvolvimento intelectual autossómica recessiva 69[23]